# Rytidosperma australe
Rytidosperma australe là một loài thực vật có hoa trong họ Hòa thảo. Loài này được (Petrie) Connor & Edgar miêu tả khoa học đầu tiên năm 1987.